# Aurel Loșniță
Aurel Loșniță (ur. 2 listopada 1927) – rumuński gimnastyk, uczestnik Igrzysk Olimpijskich w 1952 w Helsinkach. Na igrzyskach olimpijskich zajął 172. miejsce w wieloboju gimnastycznym.